# Tamburin
Tamburin (def, daire, dahire, dajre) je ručno glazbalo iz porodice udaraljki. Svoje korijene vuče iz Irana. Koristi se u mnogim stilovima glazbe kao što su talijanska narodna glazba, klasična glazba, romska glazba, perzijska glazba, gospel, pop i rock glazba. Naziv originalno dolazi od francuske riječi tambourin, koja se odnosi na uske i dugačke bubnjeve korištene u Provansi
Okruglog je oblika s kožom nategnutom samo s jedne strane okvira, iako može biti i bez kože. Okvir je napravljen od drveta, plastike, ili ponekad od metala, te sadrži proreze u kojima se nalaze metalne kružne pločice ili praporci (zvončići, zvečke). Promjer obruča najčešće je do 50 centimetara. Svira se na način da se glazbalom trese, udara o dlan, ili o tijelo izvođača.